# Polyushko Pole
"Polyushko Pole" (Campos, grandes campos) (russo: Полюшко Поле) é uma canção russa. Originalmente composta durante a Guerra Civil Russa e cantada pelo Exército Vermelho.
A versão soviética é uma variante da canção com música de Lev Knipper e poema de Viktor Gusev. A canção de Knipper é parte de uma sinfonia com coral de um 
"Poema sobre um soldado Komsomol" (Поэма о бойце-комсомольце) composta em 1934. 
A canção "Polyushko-Pole" foi usada no recente trailer do jogo de vídeo game de 2008 World in Conflict: Soviet Assault